# Crévoux (rivière)
Pour les articles homonymes, voir Crévoux (homonymie).
Le Crévoux (ou torrent de Crévoux) est une rivière torrentielle qui coule dans le département des Hautes-Alpes, en région Provence-Alpes-Côte d'Azur et un affluent gauche de la Durance, donc un sous-affluent du Rhône.

## Géographie
La longueur de son cours d'eau est de 18,7 km.
Il prend sa source au col du Parpaillon à 2 523 m d'altitude sous le Grand Parpaillon (2 990 m).
Il conflue en rive gauche de la Durance au croisement des trois communes d'Embrun, Saint-André-d'Embrun, et Saint-Sauveur, à 796 m d'altitude.

## Communes traversées

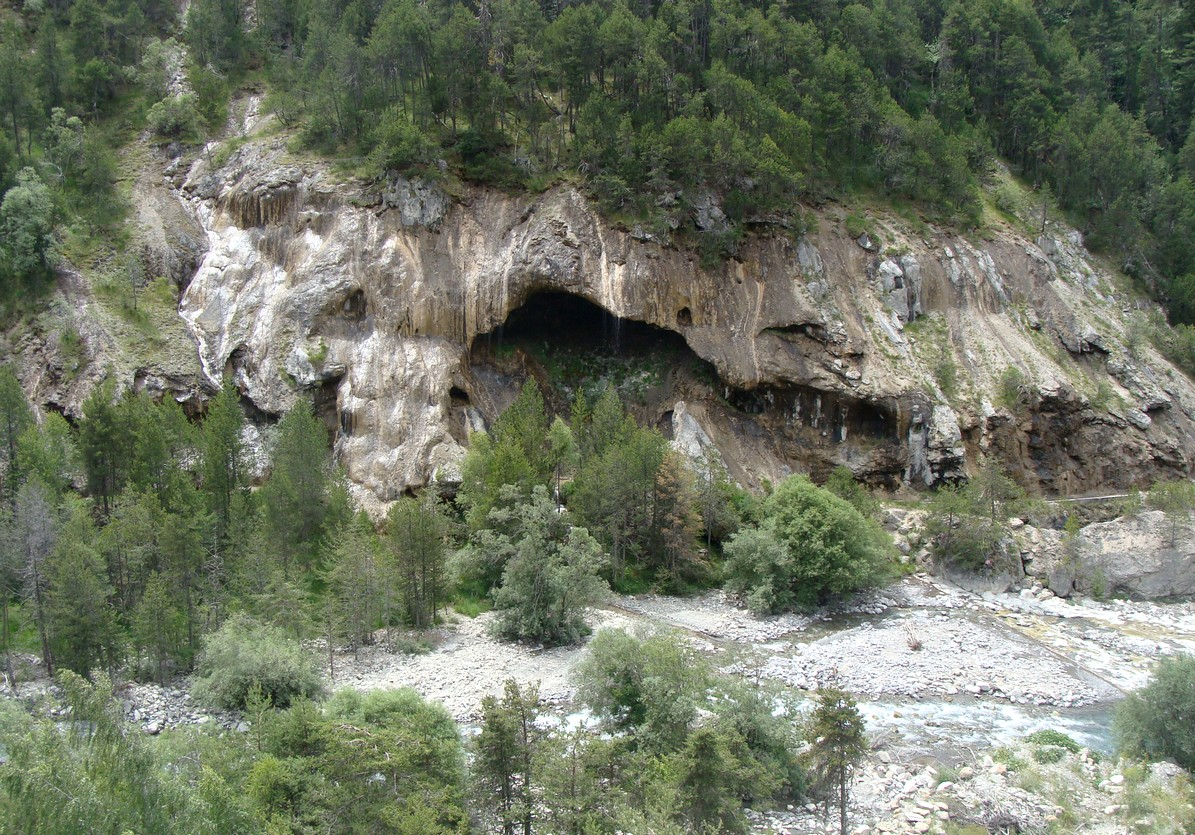
Curiosité géologique dans la vallée de Crévoux, à l'ouest du village

Dans le seul département des Hautes-Alpes, le torrent de Crévoux traverse quatre communes et x cantons :
- dans le sens amont vers aval : Crévoux (source), Saint-André-d'Embrun, Saint-Sauveur, Embrun (confluence)[note 1]

## Affluents

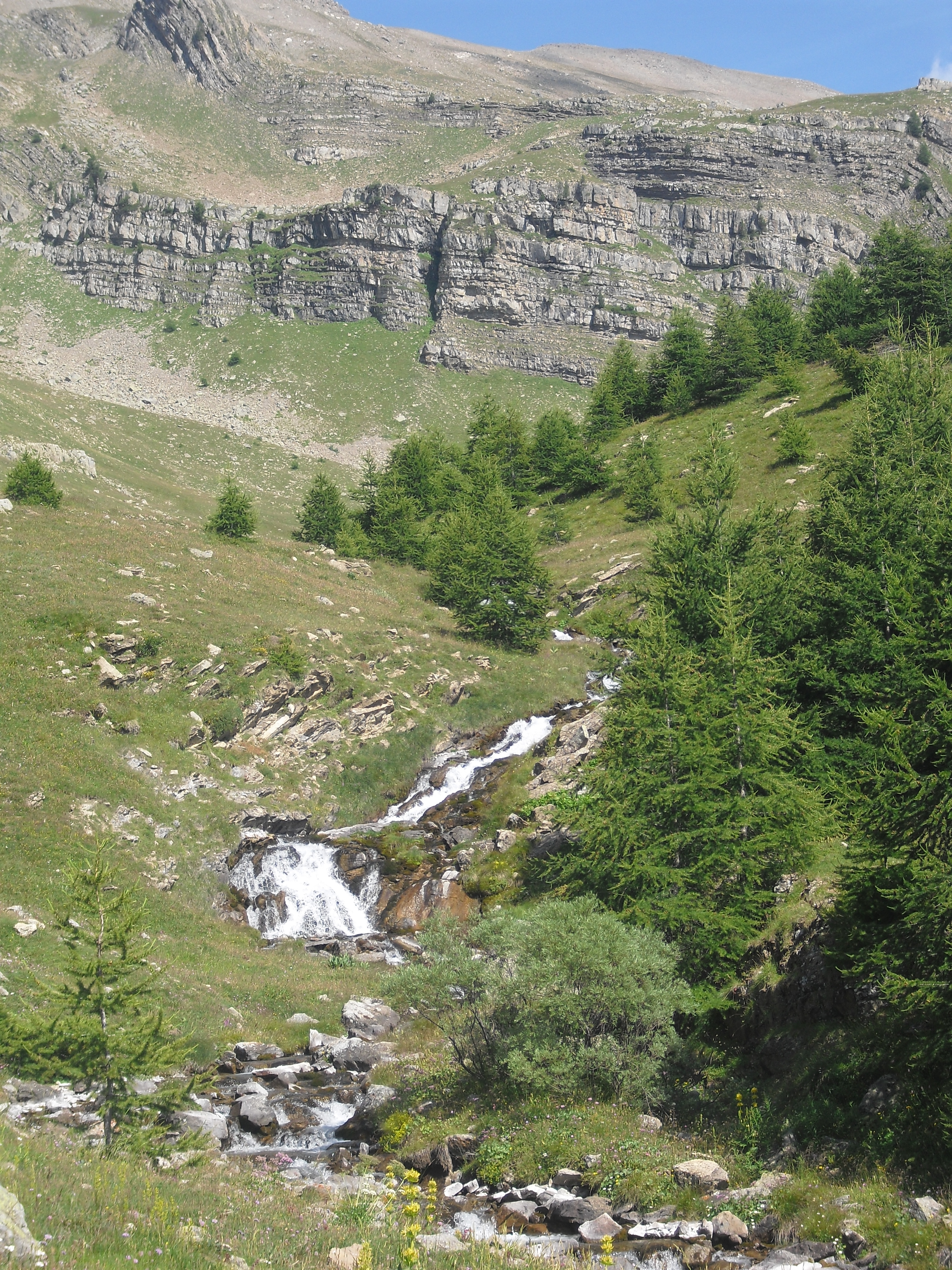
Émissaire du lac de Crachet

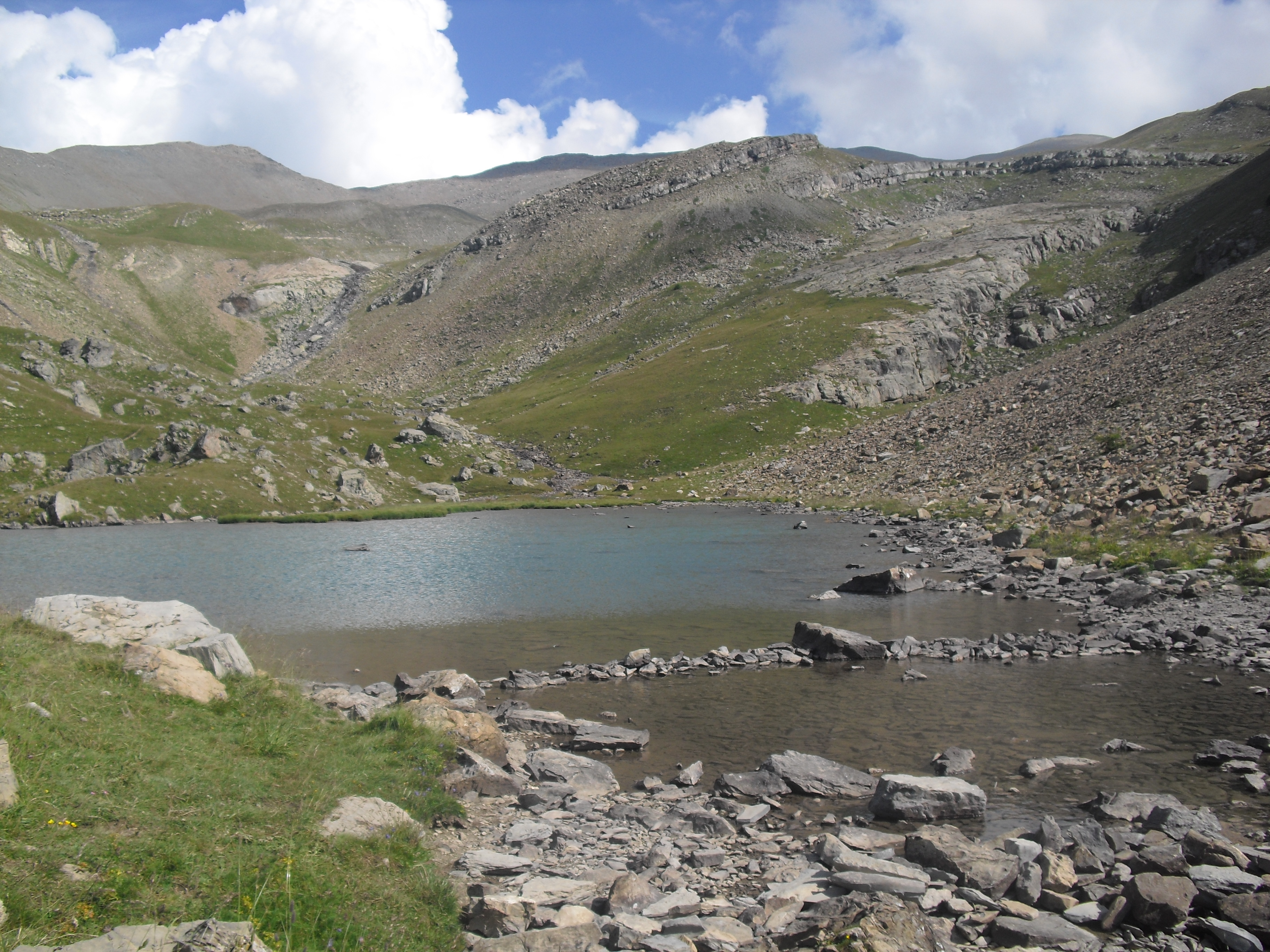
Émissaire du lac de Crachet

Le Torrent de Crévoux a sept affluents référencés :
- le torrent des Posteries ;
- le torrent du Crachet ;
- le torrent du Réal ;
- le torrent de la Veyte ;
- le torrent de Ribons ;
- le torrent de la Blache ;
- le torrent du Tombeau.